# Festival di Edimburgo
I Festival di Edimburgo sono l'insieme di manifestazioni che si svolgono nella capitale scozzese durante l'anno.
In particolare l'Edinburgh International Festival è la più grande manifestazione teatrale al mondo e si svolge dal 1947 nelle ultime tre settimane di agosto, richiamando molti visitatori, non solo dal Regno Unito. Durante la manifestazione si svolgono numerosi altri festival, tra cui quello delle bande militari, organizzato per la prima volta nel 1949.
I festival che si svolgono ad agosto sono:
- Edinburgh International Festival - Il festival ufficiale
- Edinburgh Fringe
- Edinburgh International Film Festival
- Edinburgh International Book Festival
- Edinburgh Military Tattoo
- Edinburgh Jazz and Blues Festival
- Edinburgh International Television Festival
- Edinburgh Interactive Entertainment Festival
- Edinburgh Mela

Altri festival che si svolgono in città durante l'anno:
- Edinburgh Science Festival
- Hogmanay
- Edinburgh Easter Festival
- Children's International Theatre Festival
- Beltane